# Zappa confluentus
Zappa confluentus es una especie de peces de la familia de los Gobiidae en el orden de los Perciformes.

## Morfología
Los machos pueden llegar a alcanzar los 4,4 cm de longitud total.

## Hábitat
Es un pez de clima tropical y demersal.

## Distribución geográfica
Se encuentra en Oceanía: ríos  Fly,  Ramu y  Bintuni en Nueva Guinea. 

## Observaciones
Es inofensivo para los humanos. 